# Jüdischer Friedhof (Eckardroth)
Der Jüdische Friedhof Eckardroth ist ein Friedhof in Eckardroth, einem Stadtteil von Bad Soden-Salmünster im Main-Kinzig-Kreis in Hessen.
Der jüdische Friedhof liegt im südöstlichen Bereich des Ortes östlich der Landesstraße L 3196 und nördlich des Flüsschens Salz. Er besitzt eine Fläche von 960 m². Es sind 159 Grabsteine aus den Jahren 1747 bis 1934 erhalten.